# Hellenic Petroleum
Hellenic Petroleum S.A. (греч. Ελληνικά Πετρέλαια Α.Ε.) — одна из крупнейших компаний на Балканах, крупнейшая компания в Греции вне банковского сектора. Штаб-квартира компании находится в Афинах. Крупнейшая нефтеперерабатывающая компания в Греции и Республике Македонии.
Компания основана в 1998 году, когда государственная компания Public Petrol Corporation (DEP) была приватизирована путём публичного предложения. Компания представляет собой холдинг, состоящий из 9 филиалов, а также ряда других компаний с различной степенью управления.
В 2018 году компания находилась на 1736-м месте в списке Forbes Global 2000 с выручкой 9 млрд долларов США (1106-е место), чистой прибылью 479 млн долларов США (1472-е место), активами 8,6 млрд долларов США и капитализацией 2,9 млрд долларов США.

## История
Поиски нефти на территории Греции предпринимались с 1902 года зарубежными компаниями, но успеха не имели. В 1960 году правительством Греции был создан департамент разведки нефти, но и его усилия были безрезультатными. Лишь в 1973 году было найдено небольшое месторождение нефти в Эгейском море близ острова Тасос. В 1975 году была основана национальная нефтяная компания Public Petroleum Corporation, получившая монопольное право на поиски и добычу нефти, а также на её импорт для переработки на НПЗ в Аспропиргосе, построенном в 1958 году. Максимума собственной нефтедобычи компании удалось достичь в начале 1980-х годов — 25 тыс. баррелей в сутки. В начале 1990-х годов компании были переданы сеть автозаправочных станций EKO, а также НПЗ в Салониках (они были куплены правительством у ESSO в начале 1980-х годов). Кроме этого, в начале 1990-х годов компания построила единственное в Греции нефтехимической предприятие, начавшее выпуск полиэтилена.
В 1998 году началась приватизация компании, 23 % её акций были размещены на Афинской и Лондонской фондовых биржах, её название было изменено на Hellenic Petroleum. В 1999 году компания вышла на рынки Македонии и Албании. В 2002 году присутствие на Балканах было расширено покупкой контрольного пакета акций черногорской компании Yugopetrol Ad Kotor. В 2003 году была куплена кипрская сеть из 70 автозаправок BP Cyprus, а также греческая компания Petrola Hellas; в этом же году доля государства в компании была уменьшена до 58 %. В 2004 году была создана дочерняя компания в Болгарии, начавшая развивать сеть АЗС.

## Деятельность

### Нефтепереработка и АЗС
Hellenic Petroleum S.A. имеет три нефтеперерабатывающих завода в Греции: Aspropyrgos Refinery, открытый в 1958 году в Аспропиргосе, Thessaloniki Refinery в Салониках и Elefsina Refinery в Элефсисе, которые могут перерабатывать до 17,2 млн т нефти в год (2012) и на долю которых приходится 70 % нефтеперерабатывающих мощностей страны (2012, остальные 30 % составляют мощности Motor Oil Hellas), а также один завод в Скопье в Республике Македонии. Нефть для нефтеперерабатывающих заводов поступает из Казахстана, Ирака, России, Египта, Саудовской Аравии, Алжира, Ливии, Норвегии и Азербайджана. Розничная сеть компании состоит из 2000 АЗС в Греции, Албании, Болгарии, Боснии, Кипре, Сербии и Черногории. Также компания занимается продажей сжиженных углеводородов, топлива для реактивных двигателей, топлива для морских судов и смазочных материалов.

### Нефтехимия
Будучи самой крупной компанией, которая производит нефтехимическую продукцию в Греции, Hellenic Petroleum имеет значительную (в большинстве случаев более 50 %) долю рынка. Основной продукцией компании является пластмассы, ПВХ и полипропилен, алифатические растворители и неорганические химические вещества, такие как хлор и гидроксид натрия.

### Электроэнергия
Hellenic Petroleum вырабатывает 390 МВт электроэнергии на электростанции в Салониках, которая работает на природном газе. Открыта в 2005 году и управляется через дочернюю компанию T-Power. Объём инвестиций для этого проекта составил 250 миллионов евро.

### Геологоразведка и добыча нефти
Hellenic Petroleum владеет исключительными правами на разведку и добычу углеводородов на территории 62 000 км² в Греции. На 2021 год это направление деятельности включало только геологоразведку.

### Газ
Холдингу принадлежит 35 % акций греческого газового монополиста DEPA.

## Акционеры
Люксембургская компания Paneuropean Oil and Industrial Holdings SA, подразделение Latsis Group, основанное в 1990 году, владеет 45,5 % акций нефтяного холдинга, государственный фонд Hellenic Republic Asset Development Fund — 35,5 %, 18,6 % акций находятся в свободном обращении.